# Botafogo Futebol Clube (Porto Velho)
Botafogo Futebol Clube é um clube esportivo brasileiro da cidade de Porto Velho, no estado de Rondônia. Suas cores são preto, branco e azul.

## Títulos
- Campeonato Rondoniense de Futebol: 1 vez (1974[1]).